# Ermelinde
Sainte Ermelinde de Maillard ou de Meldert, née en 510 à Lovenjoel et morte en 590 à Maillard (en néerlandais : Meldert), en Belgique, est une ermite et sainte brabançonne du VIe siècle. Elle est liturgiquement commémorée le 29 octobre (culte local).

## Éléments de biographie
Ses parents, de riches châtelains, tentent de la marier, mais comme elle s’y refuse, ils lui permettent de suivre sa vocation religieuse et mettent à sa disposition les revenus d’une petite terre.
Elle s'empresse de distribuer son patrimoine aux pauvres et s'établit comme ermite dans une région forestière, probablement dans les environs de Beauvechain. Elle s’installe plus tard dans un ermitage à Meldert et y passe le reste de sa vie dans la solitude, l'oraison et la mortification. 

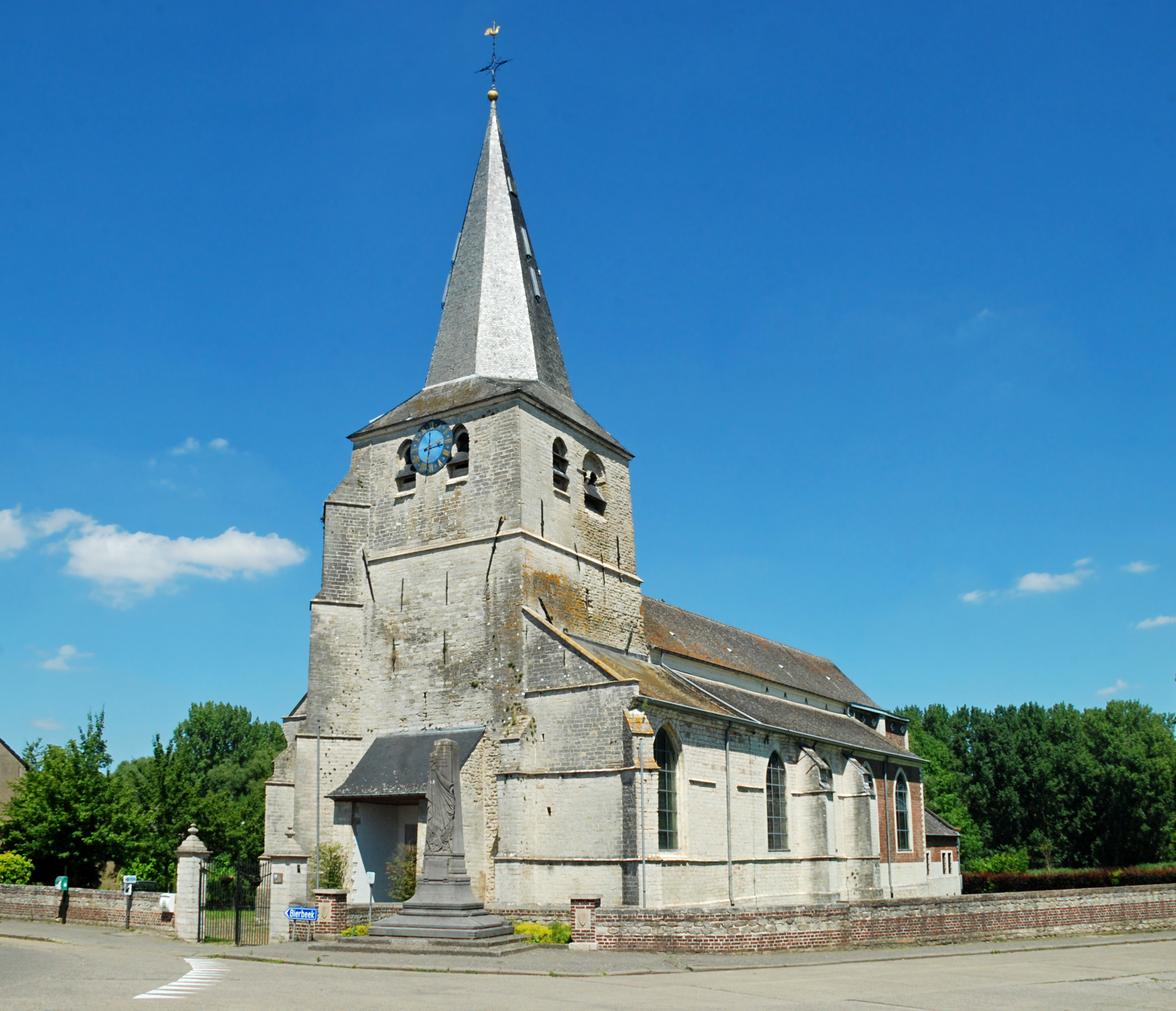
L'église Sainte-Ermelinde, à Meldert.

## Culte et dévotion
- L'église Sainte-Ermelinde de Maillard possède une châsse contenant les reliques de la sainte ermite. Tous les cinquante ans les reliques sont présentées à la dévotion des paroissiens. Le mardi de la Pentecôte, à Maillard, une procession est organisée en l’honneur de Sainte Ermelinde.
- La chapelle Sainte-Ermelinde de Maillard contient le cénotaphe de sainte Ermelinde.
- Sainte Ermelinde est également vénérée à Moergestel, dans le Brabant-Septentrional (aux Pays-Bas). En 2008, à Moergestel, un 'parc de sainte Ermelinde' a été inauguré.
- Liturgiquement sainte Ermelinde est commémorée le 29 octobre.